# Itamarandiba
Itamarandiba is een gemeente in de Braziliaanse deelstaat Minas Gerais. De gemeente telt 33.581 inwoners (schatting 2009).

## Verkeer en vervoer
De plaats ligt aan de wegen BR-451, MG-117 en MG-214.